# Sélénocystéine
La sélénocystéine (abréviations IUPAC-IUBMB : Sec et U) est un acide α-aminé non standard dont l'énantiomère L est l'un des 22 acides aminés protéinogènes, encodé sur les ARN messagers par le codon-stop opale UGA en présence d'une séquence d'insertion dite élément SECIS. Il s'agit d'un analogue sélénié de la cystéine qui entre dans la constitution de certaines enzymes de la classe des oxydoréductases, qu'on nomme sélénoprotéines. On dénombre actuellement trois gènes codant des sélénoprotéines chez E. coli. La tellurocystéine est un autre analogue de la cystéine, avec un atome de tellure à la place du sélénium.
Contrairement à la plupart des acides aminés non standards, qui n'appartiennent pas à la série des 20 acides aminés codés directement par le code génétique, la sélénocystéine n'est pas formée sur la protéine par modification post-traductionnelle d'acides aminés standards après la traduction de l'ARNm, mais est incorporée directement lors de la synthèse de la chaîne polypeptidique par le ribosome.

## Historique
Un acide aminé comportant du sélénium a été isolé en 1941, identifié plus tard comme une méthylsélénocystéine. En 1976, on démontre que cette dernière est le composant sélénié des sélénoprotéines.

## Synthèse
Malgré son nom, la sélénocystéine dérive métaboliquement de la sérine, convertie en sélénocystéine alors que le résidu d'acide aminé est déjà lié à un ARN de transfert de sélénocystéine, noté ARNtSec. Structurellement, en revanche, elle est analogue à une molécule de cystéine dont on aurait remplacé l'atome de soufre par du sélénium, le groupe thiol étant remplacé par un groupe sélénol.
La formation du sélénocystéinyl-ARNtSec commence par l'estérification d'une molécule d'ARNtSec par une molécule de sérine sous l'action de la séryl-ARNt synthétase pour former le séryl-ARNtSec. Ce dernier est ensuite converti en sélénocystéinyl-ARNtSec par plusieurs enzymes.
- Chez les bactéries, la réaction est directe et catalysée par une seule enzyme, la sélénocystéine synthase[6] :
  - L-séryl-ARNtSec + SePO33−  {\displaystyle \rightleftharpoons }  L-sélénocystéinyl-ARNtSec + phosphate.

- Chez les archées et les eucaryotes, en revanche, la réaction se déroule en deux étapes[7],[8] ; tout d'abord, la O-phosphoséryl-ARNtSec kinase convertit le séryl-ARNtSec en O-phosphoséryl-ARNtSec, puis la O-phosphoséryl-ARNt:sélénocystéinyl-ARNt synthase convertit ce dernier en sélénocystéinyl-ARNtSec :

1. ATP + L-séryl-ARNtSec  {\displaystyle \rightleftharpoons }  ADP + O-phospho-L-séryl-ARNtSec ;
2. O-phospho-L-séryl-ARNtSec + SePO33− + H2O  {\displaystyle \rightleftharpoons }  L-sélénocystéinyl-ARNtSec + 2 phosphate.

Ces enzymes utilisent le sélénophosphate SePO33− comme donneur activé de sélénium, produit par la sélénophosphate synthase à partir de séléniure Se2−.

## Incorporation dans les protéines
Des sélénocystéines sont incorporées dans plusieurs métalloenzymes, telles que la glutathion peroxydase, la thiorédoxine réductase, les iodothyronine désiodases (thyroxine 5'-désiodase et thyroxine 5-désiodase), la glycine réductase ou encore certaines formiate déshydrogénases et hydrogénases
Cette incorporation est un processus complexe, car il n'existe pas à proprement parler de codon spécifique pour cet acide aminé. Dans l'ARN messager, à la position correspondant à la sélénocystéine dans la protéine, on trouve un codon UGA, qui est normalement un codon-STOP (appelé « opale »), signal d'arrêt de la traduction. Il y a cependant un ARNt spécifique permettant l'incorporation de cet acide aminé dans la chaîne polypeptidique en formation, dont l'anticodon est complémentaire de UGA. La discrimination entre le codon UGA codant la sélénocystéine du codon-STOP UGA nécessite un mécanisme spécifique :
- Il existe une machinerie protéique particulière qui s'associe à l'ARNt sélénocystéine pour diriger son incorporation au site A du ribosome pendant l'étape d'élongation. Il s'agit de l'isopenténylation du complexe Sélénocystéinyl-ARNtSec, qui correspond à l'ajout d'une courte chaîne hydrocarbonée sur une Adénine de l'ARNt.
- l'ARN messager porte un élément de structure secondaire spécifique appelé élément SECIS (pour Selenocystein Insertion Sequence) qui est impliqué dans le recrutement du complexe protéine/ARNt chargé. Le sélénocystéinyl-ARNt est alors incorporé au site A du ribosome.

Chez les bactéries, le système est composé du facteur protéique SelB, homologue au facteur d'élongation « classique » EF-Tu capable de reconnaître les 20 autres aminoacyl-ARNt. SelB est homologue à EF-Tu sur sa partie N-terminale et de ce fait est capable de lier le GTP, l'ARNt chargé et d'interagir avec le ribosome. Il possède de plus une extension C-terminale composée de quatre domaines en "winged-helix" se liant avec une très forte affinité (nM) à l'élément SECIS, une épingle-à-cheveux, ou « tige-boucle », dans l'ARNm située peu après le codon UGA. L'élément SECIS est composé d'une quarantaine de nucléotides de séquence variable mais dont certains éléments invariants et nécessaires à l'interaction avec SelB ont pu être mis en évidence.
Chez les eucaryotes et les archées, le mécanisme est légèrement différent. Chez les eucaryotes, deux protéines en complexe, mSelB et SBP2, jouent respectivement le rôle de facteur d'élongation et de liaison aux éléments SECIS. Ces derniers sont également différents en séquence et en taille des SECIS procaryotes, et se situent le plus souvent en 3' hors de la partie codante du gène.